# Tượng bà đầm xòe

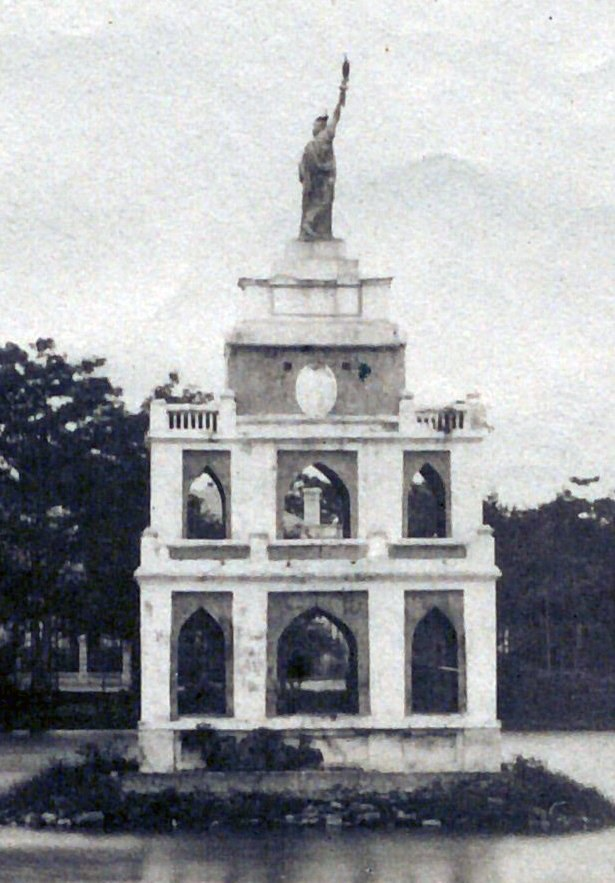
Tượng bà đầm xòe trên đỉnh Tháp Rùa từ năm 1890 đến năm 1896

Bức tượng bà đầm xòe là tên người dân Hà Nội thường gọi một bản sao của tượng Nữ thần Tự do được đặt tại Hà Nội từ năm 1887 cho đến khi bị giật đổ ngày 1 tháng 8 năm 1945. Bản chính của tượng Nữ thần Tự do tại Thành phố New York của Hoa Kỳ có chiều cao là 46 m; bản sao tại Hà Nội có kích cỡ khoảng 2,85 mét; một bản sao khác có kích cỡ 11 mét được đặt tại đảo Thiên Nga trên sông Seine, thành phố Paris.

## Tên gọi dân gian
Khi làm pho tượng Nữ thần Tự do tặng cho nước Mỹ, Frédéric Auguste Bartholdi đã khéo léo giải quyết vấn đề giãn nở của kim loại qua tấm váy lòe xòe của pho tượng. Tượng được làm bằng đồng, màu xám, rỗng. Người Hà Nội thời bấy giờ  gọi nó là tượng "Bà đầm xòe" ("Bà đầm" là Tây, còn "xòe" là vì bộ váy của bà ta lòe xòe).

## Lịch sử
Tượng được đem triển lãm ở nhà Đấu xảo Hà Nội (nay là Cung văn hóa hữu nghị Việt-Xô) vào năm 1887. Kết thúc triển lãm, tượng được tặng cho Hà Nội và được dựng ở vườn hoa trước Ngân hàng Đông Dương, tức vườn hoa Chí Linh, nơi đặt tượng đài Lý Thái Tổ bây giờ.
Vào ngày 14 tháng 7 năm 1890, ngày Quốc khánh Pháp, chính quyền Pháp tại Đông Dương quyết định dựng tượng Paul Bert thế chỗ tượng bà đầm xòe; tượng bà đầm xòe do đó được chuyển lên đặt trên đỉnh Tháp Rùa theo lời đề nghị của kỹ sư Pháp Daurelle, mặt hướng về phía tượng Paul Bert.
Trong khi đợi lấy đá từ núi Vossges, quê hương của Paul Bert để làm bệ, tượng bà đầm xòe đã bị vội vã vật đổ nằm ngửa ra nền cỏ, nằm chình ình bên cạnh tượng Paul Bert cũng được đưa đến sớm. Chính vì thế, thời đó trẻ con Hà Nội có câu vè châm biếm:
"Ông Pôn Be lấy bà đầm xòe
Trước nhà kèn ò e ý e...".

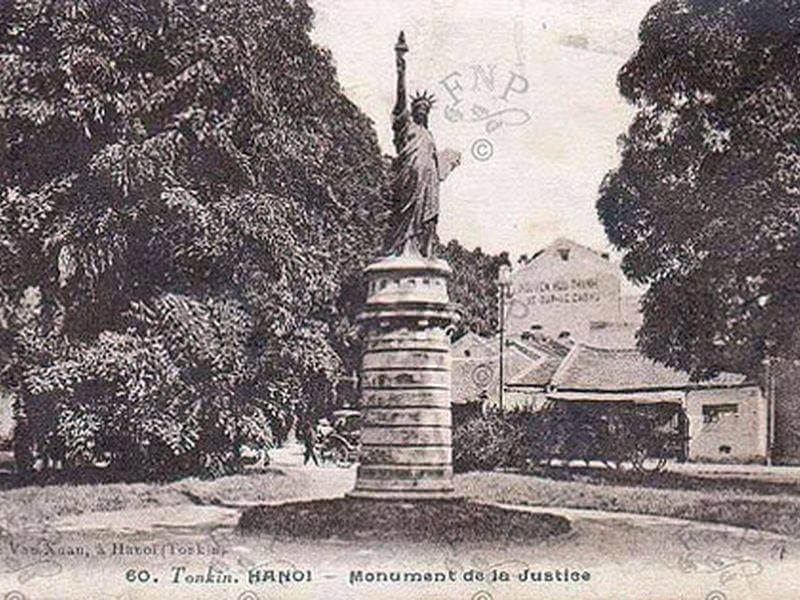
Tượng bà đầm xòe tại vườn hoa Cửa Nam từ 1896 đến 1945

Khoảng năm 1896, tượng được mang về đặt tại vườn hoa Cửa Nam, lúc đó gọi là Quảng Văn đình hay vườn hoa Neyret. Quảng Văn đình vốn là nơi nhà Nguyễn cho tụ họp mọi người đến nghe giảng về các chủ trương, thông báo của triều đình. Khi người Pháp chuyển tượng bà đầm xòe về đây đã làm biến đổi kiến trúc nơi này, khiến cho các nhà nho phản ứng:
"Nhớ Quảng Văn Đình tớ đến nghe
Câu Kê chẳng thấy, thấy Đầm xòe
Thập điều bặt tiếng ê a giảng
Choáng óc kèn tây rúc tí toe..."

## Chấm dứt tồn tại
Ngày 31 tháng 7 năm 1945, thị trưởng Hà Nội trong chính phủ Trần Trọng Kim, lúc đó là ông Trần Văn Lai, ký lệnh giật đổ tượng bà đầm xòe vì cho rằng đó là tàn tích của chế độ thực dân Pháp. Lúc 9 giờ 40 phút sáng ngày hôm sau, mùng 1 tháng 8 năm 1945 tượng bà đầm xòe và tượng Paul Bert, tượng Thống chế Ferdinand Foch, tượng Jean Duquis cùng bị giật đổ. Sau đó, các bức tượng trên đều được đem cất vào kho. Sự tồn tại của bức tượng bà đầm xòe chấm dứt vào năm 1952 khi bức tượng bị đem đi nung chảy để góp đồng đúc thành pho tượng phật A-di-đà nặng khoảng 10 tấn được đặt trong chánh điện chùa Ngũ Xã hiện nay.

## Hình ảnh

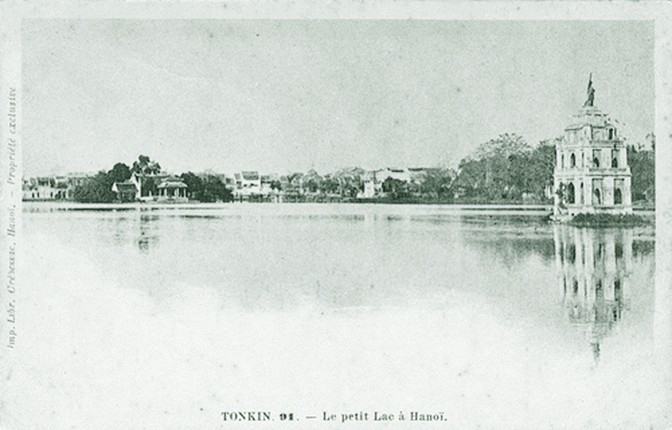
Tượng bà đầm xòe trên đỉnh Tháp Rùa
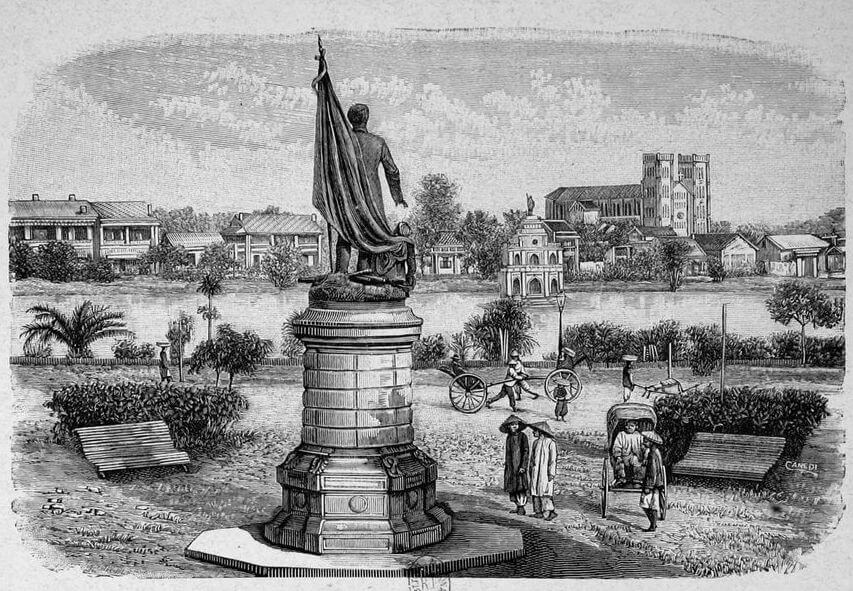
Phác họa tượng Paul Bert và tượng bà đầm xòe trên đỉnh Tháp Rùa quay mặt vào nhau
Tượng bà đầm xòe tại vườn hoa Cửa Nam

## Xem thêm

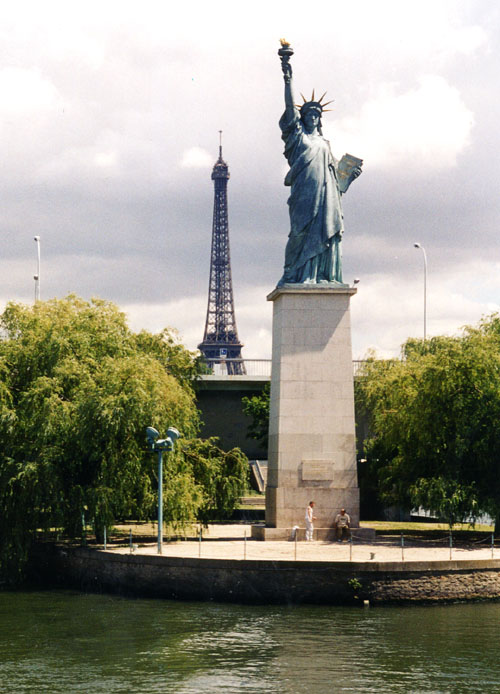
Phiên bản trên sông Seine, Paris
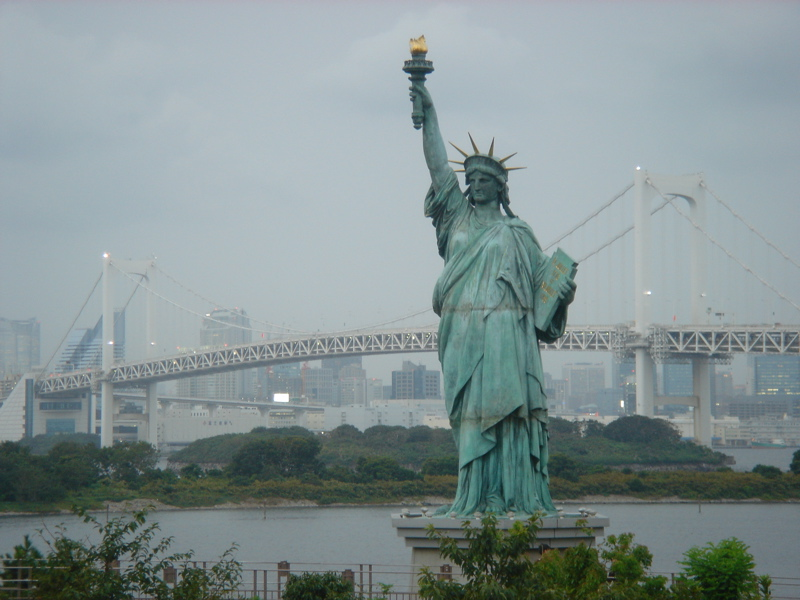
Phiên bản trên đảo Odaiba, vịnh Tokyo, Nhật Bản